# Daniela Thurnherr
Daniela Thurnherr (* 18. Oktober 1972 in Uznach) ist eine Schweizer Juristin und Professorin für öffentliches Verfahrens-, Verfassungs- und Verfahrensrecht an der Universität Basel.

## Leben
Thurnherr studierte ab 1992 Rechtswissenschaften an der Universität Zürich. Dieses Studium beendete sie 1998 mit summa cum laude. Anschliessend arbeitete sie bis 2000 als wissenschaftliche Mitarbeiterin von Walter Haller  am Institut für Völkerrecht und ausländisches Verfassungsrecht der Universität Zürich. Nach Forschungsaufenthalten am Collegium Helveticum und am Max-Planck-Institut für ausländisches öffentliches Recht und Völkerrecht in Heidelberg arbeitete sie von 2002 bis 2004 als wissenschaftliche Assistentin von Helen Keller an der Universität Luzern. 2004 promovierte Thurnherr in Zürich zum Dr. iur. Dem schloss sie ein 2005 beendetes LL.M-Studium an der Yale Law School an. Im folgenden Jahr wurde sie als Attorney at law im Staat New York zugelassen.
Von 2005 bis 2007 hatte Thurnherr Lehraufträge an den Universitäten Luzern und Zürich inne. Von 2007 bis 2013 war sie Assistenzprofessorin an der Universität Basel, wo sie seit 2013 den ordentlichen Lehrstuhl für Öffentliches Recht, insbesondere Verwaltungsrecht und Öffentliches Prozessrecht, innehat. Seit 2016 ist sie zudem Richterin am Appellationsgericht des Kantons Basel-Stadt.
Thurnherr ist verheiratet und Mutter von zwei Kindern.

## Veröffentlichungen (Auswahl)
- Öffentlichkeit und Geheimhaltung von Umweltinformationen : Weiterentwicklung des Umweltvölkerrechts durch die Aarhus-Konvention und deren Bedeutung für das schweizerische Recht. Schulthess, Zürich 2003, ISBN 3-7255-4685-1 (Dissertation).
- Verfahrensgrundrechte und Verwaltungshandeln : die verfassungsrechtlichen Mindestgarantien prozeduraler Gerechtigkeit unter den Bedingungen der Diversität administrativer Handlungsmodalitäten. Dike, Zürich 2013, ISBN 978-3-03751-537-2 (Habilitationsschrift).
- mit Ulrich Häfelin, Walter Haller und Helen Keller: Schweizerisches Bundesstaatsrecht. 9. Auflage. Schulthess, Zürich 2016, ISBN 978-3-7255-7411-7.